# Lista de regiões de Portugal por número de municípios
Esta é uma lista demostrando o número de municípios de cada uma das sete regiões portuguesas, ordenadas por região. Os dados baseiam-se nas estatísticas oficiais do Instituto Nacional de Estatística.
| Posição | Região                       | Número de municípios (2022) | Participação (municípios total) |
| ------- | ---------------------------- | --------------------------- | ------------------------------- |
| 1       | Região do Centro             | 100                         | 32,5 %                          |
| 2       | Região do Norte              | 86                          | 27,9 %                          |
| 3       | Região do Alentejo           | 58                          | 18,8 %                          |
| 4       | Região dos Açores            | 19                          | 6,2 %                           |
| 5       | Área Metropolitana de Lisboa | 18                          | 5,8 %                           |
| 6       | Região do Algarve            | 16                          | 5,2 %                           |
| 7       | Região da Madeira            | 11                          | 3,6 %                           |
|         | Portugal                     | 308                         | 100 %                           |